# Lilian Brøgger
Lilian Brøgger (født 27. januar 1950 i Nordby på Fanø) er illustrator og uddannet på Kunsthåndværkerskolen fra 1965-1972. Hun debuterede i 1975 med en billedbog "Der hvor Linda bor". Som illustrator af børnebøger og især billedbøger har Lilian Brøgger været meget produktiv. Som illustrator har hun bredt sig over mange udtryksformer og har løbende forstået at variere sit udtryk. Hun er bosat på Christianshavn i København.

## Udgivelser
Udvalgte værker ud af ca. 200 bøger
- 2004: Hr. Lykke : kaos og kærlighed i hr. Lykkes kitteludlejning – sammen med Hanne Kvist, Forum
- 2006: Anton elsker Ymer, Politikens forlag
- 2007: De mindstes bibel, sammen med Synne Garff, Cato Thau-Jensen, Bibelselskabet
- 2007: Ti grønne fingre, sammen med Mette Moestrup, Gyldendal
- 2010: Goethes Den unge Werthers lidelser, sammen med Oscar K, Dansklærerforeningen
- 2011: Hullet i himlen, sammen med Dorte Futtrup, Høst & Søn
- 2013: Yana og Eliah, sammen med Martin Glaz Serup, Gyldendal
- 2013: Den dag vi drømte om, sammen med Bjørn Arild Ersland, Cappelen Damm, Alvilda
- 2014: Gorillaen der ville være en gorilla, sammen med Kim Fupz Aakeson, Gyldendal
- 2014: Brødrene Zapata, sammen med Torgeir Rebolledo, Cappelen Damm
- 2015: Hurra og velkommen, nye firkanter, sammen med Louis Jensen, Gyldendal
- 2015: Det der er alt for mægtigt til at være i et brev, sammen med Tina Sekura Bestle, Gyldendal

## Priser og Legater
- 1982: Børnebibliotekarernes Kulturpris
- 1984: Kulturministeriets Illustratorpris[2]
- 1997: Dansk Forfatterforenings æreslegat
- 1999: Danmarks Skolebibliotekarers børnebogspris (Lilian Brøgger og Designskolen Kolding)
- 2000: Statens Kunstfonds tre-årige arbejdslegat
- 2002: Den danske H.C. Andersen pris for Den fattige dreng fra Odense[3]
- 2005: Golden Apple, Illustrations Biennalen i Brattislava, Slovakiet[4]
- 2006: Grand Prix, Tallin Illustrations Triennial, Estland
- 2008: Forening for Boghaandværks Børnebogspris for De mindstes bibel
- 2008: Gyldendals æres-rejselegat
- 2009: Forening for Boghaandværks Ærespris for fremragende faglig indsats
- 2010: Kulturministeriets Illustratorpris[2]
- 2012: Årets Bogdesignpris, Forening for Boghaandværk for grønlandsk myte: Hullet i himlen
- 2015: Frit Flet-prisen